# Étienne Wasmer
Étienne Wasmer est un économiste français. Il est spécialisé dans l'économie du travail, la théorie de la prospection d'emploi, les discriminations et le capital humain. Il reçoit le Prix du meilleur jeune économiste de France décerné par le journal Le Monde et le Cercle des économistes en 2006, prix partagé avec Thierry Mayer (Paris-I). Il est professeur d'économie au campus d'Abu Dhabi de la New York University. Il a auparavant été enseignant en microéconomie à Sciences Po Paris.

## Biographie
Attiré par les mathématiques, ses goûts s'affirment à la lecture de livres de vulgarisation, notamment les ouvrages de Benoît Mandelbrot. Il déclare à ce propos vouloir « faire de la recherche qui ne renoncerait jamais à prédire et à identifier les causalités. Cela a fini dans l'économie, mais cela aurait pu être en physique ». Sa rencontre avec deux économistes respectés, François Bourguignon et Daniel Cohen, confirme son choix.
Après son admission à l'École polytechnique (1990-1993), il oriente ses études vers l'économie, notamment en choisissant un DEA d'analyse et politique économique (1994). Il s'inscrit ensuite en doctorat à la London School of Economics (1997) sous la direction de Christopher Pissarides, prix Nobel d'économie 2010. Il est actuellement chercheur à l'OFCE, Research Fellow du CEPR (Londres) et Research Fellow à l'IZA (Bonn).
Étienne Wasmer est lauréat du « prix du meilleur livre destiné aux étudiants en économie publié par un économiste français » décerné par l'Association française de science économique (AFSE), pour son livre Principes de microéconomie, Méthodes empiriques et théories modernes, paru aux éditions Pearson.
En 2009, il est nommé membre du groupe d'experts sur le SMIC. Il a également été membre du Conseil d'analyse économique auprès du premier ministre de 2012 à 2017. Il a contribué à de nombreuses notes pendant son mandat notamment sur le marché du logement, le marché de l'emploi ou sur la Nouvelle-Calédonie.
Après avoir enseigné à Sciences Po, il part en janvier 2018 pour Abu Dhabi où il est professeur à la New York University Abu Dhabi.
En octobre 2023, Etienne Wasmer est chargé avec Antoine Bozio, professeur associé à PSE et directeur de l’Institut des politiques publiques IPP, par la Première ministre Elisabeth Borne  d'une mission « relative à l’articulation entre les salaires, le coût du travail et la prime d’activité et à son effet sur l’emploi, le niveau des salaires et l’activité économique. » Le rapport final a été remis officiellement au Premier ministre Michel Barnier et est rendu public jeudi 3 octobre.
Etienne Wasmer est membre du conseil d'orientation scientifique de Terra Nova.
Etienne Wasmer supervisé ou co-supervisé 18 doctorants, les conduisant avec succès à la diplomation[source insuffisante].

## Idées économiques
Selon Étienne Wasmer, le modèle social européen implique une grande spécialisation sectorielle des travailleurs et une moindre mobilité géographique. C'est d'après lui un modèle très efficace lors des périodes de stabilité économique, mais fragile en période de turbulence macroéconomique.
Il a aussi étudié les effets pervers des législations protectrices. En matière de logement par exemple, quand les propriétaires doivent supporter des impayés pendant des mois à cause des procédures complexes de recouvrement, ils sont amenés à sélectionner plus durement leurs locataires et peuvent être amenés à refuser de louer aux personnes moins favorisées ou en emploi précaire ce qui aggrave la situation des personnes fragiles.
Il soutient également la loi El Khomri, car, selon lui, les lois existantes régissant le marché du travail « très codifié et protecteur » ne permettent pas d’absorber de « nouvelles populations ». La nouvelle loi aurait également pour avantage de permettre « des avancées pour les jeunes ».

## Publications majeures dans des revues scientifiques
- Morgane Laouenan, Palaash Bhargava, JB Eyméoud, Olivier Gergaud, Guillaume Plique, Etienne Wasmer (2022) A Cross-verified Database of Notable People 3500BC-2018AD, Nature Sci Data Jun 9;9(1):290. doi: 10.1038/s41597-022-01369-4. https://www.nature.com/articles/s41597-022-01369-4 - data and codes
- Odran Bonnet, Guillaume Chapelle, Alain Trannoy, Etienne Wasmer (2021) Land is back, it should be taxed, it can be taxed, Online Appendices A to F , European Economic Review,  vol. 134(C). Prix Maurice Allais de Sciences Economique 2023
- Petrosky-Nadeau, Nicolas ; Wasmer, Etienne (2013) The Cyclical Volatility of Labor Markets under Frictional Financial Markets, American Economic Journal: Macroeconomics, 5(1): 193-221. <lien>
- David, Quentin, Janiak Alexandre et Etienne Wasmer (2010) Local social capital and geographical mobility, Journal of Urban Economics, Elsevier, Sept., vol. 68(2), pages 191-204.
- Wasmer, E. (2006). Interpreting Europe-US Labor Market Differences : the Specificity of Human Capital Investments , American Economic Review, June, Volume 96(3), p. 811-831.
- Wasmer, E. et Weil, P. (2004), The Macroeconomics of Credit and Labor Market Imperfections, American Economic Review, September, 94(4), p. 944-963.

## Publications récentes
- The Multiplier Effect of Resource Conflict & The Great Divergence and Reconvergence though the lens of Unified Growth Theory, joint with Tanguy Le Fur, Fall 2024
- Land Taxation, bequests and Capital Accumulation: Tax the Chatelains!, joint with Jiacheng Li and Alain Trannoy, Fall 2024
- Housing Prices Propagation: A Theory of Spatial Interactions, joint with Christophe Bruneel-Zupanc, Guillaume Chapelle, Jean-Benoît Eyméoud, Fall 2024

## Ouvrages
- Le Grand Retour de la terre dans les patrimoines, avec Alain Trannoy, éditions Odile Jacob, 2022.
- Labour, Credit and Goods Markets: The Macroeconomics od Search and Unemployment, with Nicolas Pretrosky-Nadeau, MIT Press, November 2017.

## Médias, reprises, interwiews (sélection)
- Chroniques Les Echos 2023-2024
  - 22/9/2023 Crise de l'immobilier: soulager ou Guérir
- Chroniques Les Echos 2022-2023
  - 1/7/2023 Fiscalité de l'environnement : taxer l'air et la terre
  - 1/6/2023 Deepfakes : un projet Manhattan pour les archives nationales
  - 19/4/2023 La tyrannie de la majorité et celle de la minorité
  - 15/3/2023 Lentement mais sûrement, la société française s'appauvri
  - 8/2/2023 Et si on facilitait le recul de l'âge de départ en retraite ?
  - 4/1/2023 Le système économique, un jeu à somme nulle ou positive ?
  - 17/11/2022 La hausse inéluctable des taxes foncières
  - 12/10/2022 Il y a urgence à restaurer l'envie de travailler
  - 22/3/2022 Opinion | Préparer les armes fiscales pour sauver la paix financière